# 松平忠継
松平 忠継（まつだいら ただつぐ）は、江戸時代前期の信濃国飯山藩の世嗣。官位は従五位下・筑後守。

## 略歴
承応元年（1652年）、松平忠倶の長男として誕生。
寛文元年（1661年）8月26日、10歳の時に飯山藩嫡子として4代将軍・徳川家綱に御目見した。寛文5年（1665年）に従五位下筑後守に叙任する。しかし元禄7年（1694年）12月28日、病を理由として廃嫡され、飯山で隠棲した。
代わって忠継の長男・忠敏が飯山藩の世嗣となったが、元禄8年（1895年）に早世。忠継の二男・忠喬が元禄9年（1896年）に飯山藩を継ぐこととなった。忠喬は宝永3年（1706年）に掛川藩、宝永8年（1711年）に尼崎藩に転封された。
正徳5年（1715年）7月21日、尼崎で死去。64歳。

## 系譜
特記事項のない限り、『寛政重修諸家譜』による。
- 父：松平忠倶
- 母：松平定行養女 - 阿部重次の娘
- 正室：本多康将娘
  - 長男：松平忠敏
  - 長女：永井直圓正室
  - 二女
  - 三女：菅沼定易正室
  - 二男：松平忠喬